# Римельт, Макс
Макс Ри́мельт (нем. Max Riemelt; род. 7 января 1984) — немецкий актёр.

## Ранние годы
Макс Римельт родился 7 января 1984 года в Восточном Берлине. Уже в школе проявил себя на актёрском поприще в школьных спектаклях.

## Карьера
В 1997 году в возрасте 13 лет дебютировал в телефильме «Семья для поцелуев». Два года спустя дебютирует в кино: в приключенческом фильме для детей «Медведь сбежал». В 2001 году снимается у Денниса Ганзеля в молодёжной комедии в духе «Американского пирога» — «Девочки сверху». После второстепенных ролей в телесериалах («Закон Вольфа», «Спецотряд „Кобра“»), в 2003 году снова работает с Деннисом Ганзелем, играя главную роль в драме, получившей хорошие отзывы, «Академия смерти». За эту роль побеждает в номинации Лучший актёр на Международном кинофестивале в Карловых Варах. 14 февраля 2006 года состоялась мировая премьера фильма «Красный какаду» на Берлинском кинофестивале, где Римельт играет роль Зиги, за которую получает награду «Bayerischer Filmpreis» в номинации Лучший молодой актёр.
В 2008 году снимается опять у Денниса Ганзеля в фильме «Эксперимент 2: Волна». В 2009 году играет студента в комедии «Тринадцатый семестр». В 2010 году в очередной раз работает с Ганзелем в его фильме о вампирах «Вкус ночи».

## Личная жизнь
У Римельта есть дочь и собака..

## Фильмография
| Год       |    | Русское название                                                | Оригинальное название                       | Роль                     |
| --------- | -- | --------------------------------------------------------------- | ------------------------------------------- | ------------------------ |
| 1997      | тф | Семья для поцелуев                                              | Eine Familie zum Küssen                     |                          |
| 2000      | ф  | Медведь сбежал                                                  | Der Bär ist los                             | Том                      |
| 2001      | ф  | Девочки сверху                                                  | Mädchen, Mädchen                            | Флин                     |
| 2001      | тф | Мой отец и другие мошенники                                     | Mein Vater und andere Betrüger              | Робертино                |
| 2003      | с  | Закон Вольфа                                                    | Wolffs Revier                               | Ласло                    |
| 2003      | тф | Счастливый лотерейный билет                                     | Lottoschein ins Glück                       | Бьёрн Михельс            |
| 2003      | с  | Спецотряд «Кобра 11»                                            | Alarm für Cobra 11 - Die Autobahnpolizei    | Марсель Фриз             |
| 2004      | ф  | Девочки снова сверху                                            | Mädchen, Mädchen 2 - Loft oder Liebe        | Флин                     |
| 2004      | ф  | Академия смерти                                                 | NaPolA                                      | Фридрих Ваймер           |
| 2005      | ф  | Кометы города Халле                                             | Hallesche Kometen                           | Инго                     |
| 2005      | тф | Ночное убежище                                                  | Nachtasyl                                   | Алёша                    |
| 2006      | ф  | Красный какаду                                                  | Der rote Kakadu                             | Зигги                    |
| 2006      | тф | Трагедия «Памира»                                               | Der Untergang der Pamir                     | Карл-Фридрих фон Кремпин |
| 2007      | тф | На границе                                                      | An die Grenze                               | капрал Кернер            |
| 2007      | ф  | Убийственный мир                                                | Mörderischer Frieden                        | Чарли                    |
| 2008      | ф  | Эксперимент 2: Волна                                            | Die Welle                                   | Марко                    |
| 2008      | ф  | К небу                                                          | Up! Up! To the Sky                          | Арнольд                  |
| 2008      | ф  | Движение вокруг твоей жизни - От наркомана к железному человеку | Lauf um Dein Leben - Vom Junkie zum Ironman | Андреас Найдриг          |
| 2008      | ф  | 1000 океанов                                                    | Tausend Ozeane                              | Майкель                  |
| 2009      | ф  | Тринадцатый семестр                                             | 13 Semester                                 | Момо                     |
| 2010      | ф  | Вкус ночи                                                       | Wir sind die Nacht                          | комиссар Том Сернер      |
| 2011      | ф  | Городской исследователь                                         | Urban Explorer                              | Крис                     |
| 2011      | ф  | Четвёртая власть                                                | Die vierte Macht                            | Дима                     |
| 2012      | ф  | Ты это обещала                                                  | Du hast es versprochen                      | Маркус                   |
| 2012      | ф  | Переменная облачность                                           | Heiter bis wolkig                           | Тим                      |
| 2012      | тф | Иностранный легион                                              | Auslandseinsatz                             | Даниэль Гербер           |
| 2012      | ф  | Немецкий друг                                                   | Der deutsche Freund                         | Фридрих Бург             |
| 2013      | ф  | Свободное падение                                               | Freier Fall                                 | Кай Энгель               |
| 2014      | ф  | Город 44                                                        | Miasto 44                                   | Йоханн Краусс            |
| 2015—2018 | с  | Восьмое чувство                                                 | Sense8                                      | Вольфганг                |
| 2015      | ф  | Убежище                                                         | Freistatt                                   | Брат Крапп               |
| 2017      | ф  | Берлинский синдром                                              | Berlin Syndrome                             | Энди                     |
| 2019      | с  | Мир в огне                                                      | World on Fire                               | Шмидт                    |
| 2019      | ф  | Разрыв мозга                                                    | Kopfplatzen                                 | Маркус                   |
| 2021      | ф  | Матрица: Воскрешение                                            | The Matrix Resurrections                    | Шеперд                   |